# Plantago ovata
Plantago ovata (ispaghul, llantén de la India, psyllium rubio) es una especie de planta herbácea original del sur de Asia (norte de la India, Irán, Pakistán). Hoy en día, India suministra la totalidad del mercado mundial.

## Descripción
Es una planta herbácea anual muy ramificada, con tallo erguido de hasta 30 cm de altura. Las hojas lanceoladas, lineales, pubescentes y dentadas. Las flores, blancas, tienen 4 estambres sobresalientes que se agrupan en espigas densas. El fruto es un pixidio y sus semillas tienen un color de arena clara.

## Taxonomía
Plantago ovata fue descrita por el botánico sueco Pher Forsskål y la descripción publicada en la revista Flora Aegyptiaco-Arabica 31 en 1775.

### Homónimo
- Plantago ovata Phil., 1895

### Sinonimia
- Plantago brunnea E.Morris
- Plantago fastigiata E.Morris[2]
- Plantago gooddingii A.Nelson & Kenn.
- Plantago insularis Eastw.[2]
- Plantago ispaghula Roxb. ex Fleming[2]
- Plantago insularis var. fastigiata (E.Morris) Jeps.[2]
- Plantago insularis var. fastigiata (E.Morris) S.C. Meyers & Liston[2]
- Plantago insularis var. scariosa (Morris) Jeps.
- Plantago minima A.Cunn.)

## Importancia económica y cultural
En fitoterapia, se usa únicamente la cáscara de la semilla que concentra el mucílago. Plantago ovata es la planta con mayor contenido en mucílago, muy superior a la linaza (semillas de lino). 
La cáscara de Plantago ovata se llama comúnmente psyllium (aunque la planta llamada Plantago psyllium es otro tipo de llantén, común en Europa y África del Norte, cuya semilla es de color pardo y sin propiedades terapéuticas). Esta última especie en España viene llamada zaragatona.
El mucílago es una fibra indigesta (contiene 85 % de fibra soluble, el mayor contenido de todas las fibras dietéticas), y por consiguiente no tiene valor nutricional. Actúa como un coloide hidrófilo, es decir sus moléculas se rodean de gran cantidad de moléculas de agua, que hacen que aumente de volumen y se convierta en una masa suave y de aspecto gelatinoso. De esta forma, el mucílago consigue dos efectos: 
1. Crea una capa viscosa y protectora que recubre todo el interior del conducto digestivo, ofreciendo con ello una acción suavizante e antiinflamatoria sobre la mucosa digestiva, que resulta altamente beneficiosa en casos de gastritis, úlcera gástrica o duodenal, y colitis. Calma la pirosis (acidez) y los dolores de estómago y cólicos.

1. Aumenta el volumen de las heces y las hace más blandas, con lo que estas se desplazan con mayor facilidad por el tracto digestivo, exigiendo un menor esfuerzo peristáltico al colon. Todo esto se traduce en un suave pero poderoso efecto laxante, sin retortijones ni irritación, y sin que cree hábito ni provoque pérdida de potasio o sales minerales; es decir, sin ningún efecto secundario indeseable.[cita requerida]

La Plantago ovata, el psyllium, se puede usar continuamente durante meses o años. Resulta muy útil en el tratamiento del estreñimiento crónico y de sus consecuencias, tales como las hemorroides, o la diverticulosis, que además ayuda a prevenir. Es de uso común en muchos países del mundo como remedio natural contra un gran número de patologías del intestino grueso. Se ha demostrado también su efecto para controlar los niveles de colesterol y la glucemia en pacientes con diabetes.
En 1998, en respuesta a una solicitud del fabricante de cereales Kellogg Co. que añade psyllium en sus productos, la FDA autorizó la mención en el etiquetado que la asociación de cáscara de psyllium reduce el riesgo de enfermedad coronaria. La FDA examinó las pruebas de la eficacia del psyllium en la reducción de colesterol en la sangre y llegó a la conclusión, basada en “la totalidad de las pruebas científicas disponibles al público, que existe un acuerdo científico significativo entre expertos calificados para apoyar la relación entre la fibra soluble en la cáscara de semillas de psyllium y cardiopatía coronaria”.